# تشارلز شنايدر (رجل أعمال)
تشارلز شنايدر (بالفرنسية: Charles Schneider)‏ هو شخصية أعمال فرنسي، ولد في 28 يونيو 1898 في باريس في فرنسا، وتوفي في 6 أغسطس 1960 في سان تروبيه في فرنسا بسبب انصمام رئوي.